# Pete Olson
Peter Graham Olson dit Pete Olson, né le 9 décembre 1962 au Fort Lewis (Washington), est un homme politique américain, élu républicain du Texas à la Chambre des représentants des États-Unis de 2009 à 2021.

## Biographie

### Jeunesse et débuts professionnels
Pete Olson est né sur la base de Fort Lewis, près de Tacoma dans l'État de Washington. Après des études de droit à l'université Rice et à l'université du Texas à Austin, il s'engage dans la United States Navy de 1988 à 1997. Il devient ensuite réserviste.
À partir de 1998, il est un collaborateur du sénateur républicain du Texas Phil Gramm puis de son successeur John Cornyn dès 2002.

### Représentant des États-Unis
En 2008, il est candidat à la Chambre des représentants des États-Unis dans le 22e district du Texas face au démocrate sortant Nick Lampson. Dans cette circonscription qui a voté à 64 % pour George W. Bush en 2004, Lampson a été élu lors d'une élection partielle pour remplacer le républicain Tom DeLay, touché par un scandale. Lors du premier tour de la primaire républicaine, Olson arrive derrière l'ancienne députée Shelley Sekula-Gibbs (en) (24 % contre 28 %). Au second tour, soutenu par la direction du Parti républicain, il bat facilement Sekula-Gibbs avec environ deux tiers des suffrages. Il est élu représentant en novembre 2008, rassemblant 52,4 % des voix face à Lampson (45,4 %).
Entre 2010 et 2014, il réélu avec 64 à 68 % des suffrages. Il remporte un cinquième mandat en 2016, avec 59,5 % des voix.
Il rencontre davantage d'opposition lors des élections de 2018, sa circonscription de la banlieue sud de Houston devenant plus diverse,. Deux ans plus tôt, Donald Trump n'a remporté le district qu'avec 52 % des suffrages alors que Mitt Romney y récoltait 62 % de voix en 2012. Olson n'est réélu qu'avec 51 % des suffrages, le démocrate Sri Kulkarni obtenant 46 %. L'année suivante, il annonce qu'il ne sera pas candidat à un nouveau mandat en 2020. Il précise vouloir passer plus de temps avec sa famille,.
Durant son mandat de représentant des États-Unis, Olson siège à la commission du commerce et de l'énergie où il défend l'oléoduc Keystone XL. Il travaille également en faveur du centre spatial Johnson et de l'aide d'urgence après l'ouragan Harvey.